# کلیسای جامع مسیح، دوبلین
کلیسای جامع مسیح (انگلیسی: Christ Church Cathedral, Dublin) یک کلیسای جامع در شهر دوبلین، جمهوری ایرلند است. این کلیسا که در قرن ۱۱ میلادی بنیان‌گذاری شده دارای یک برج به ارتفاع ۶۶ متر از پایه است.

## نگارخانه

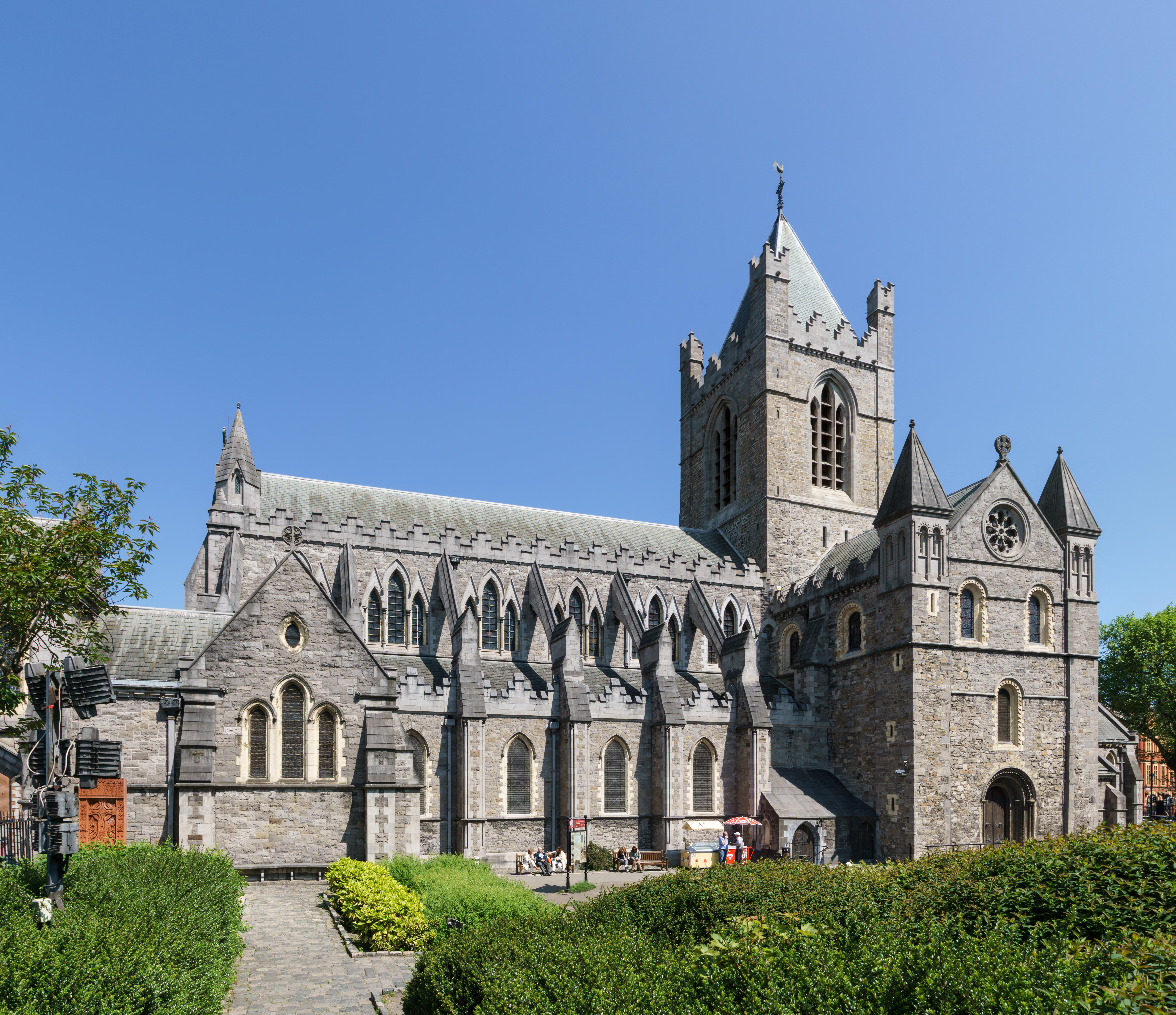
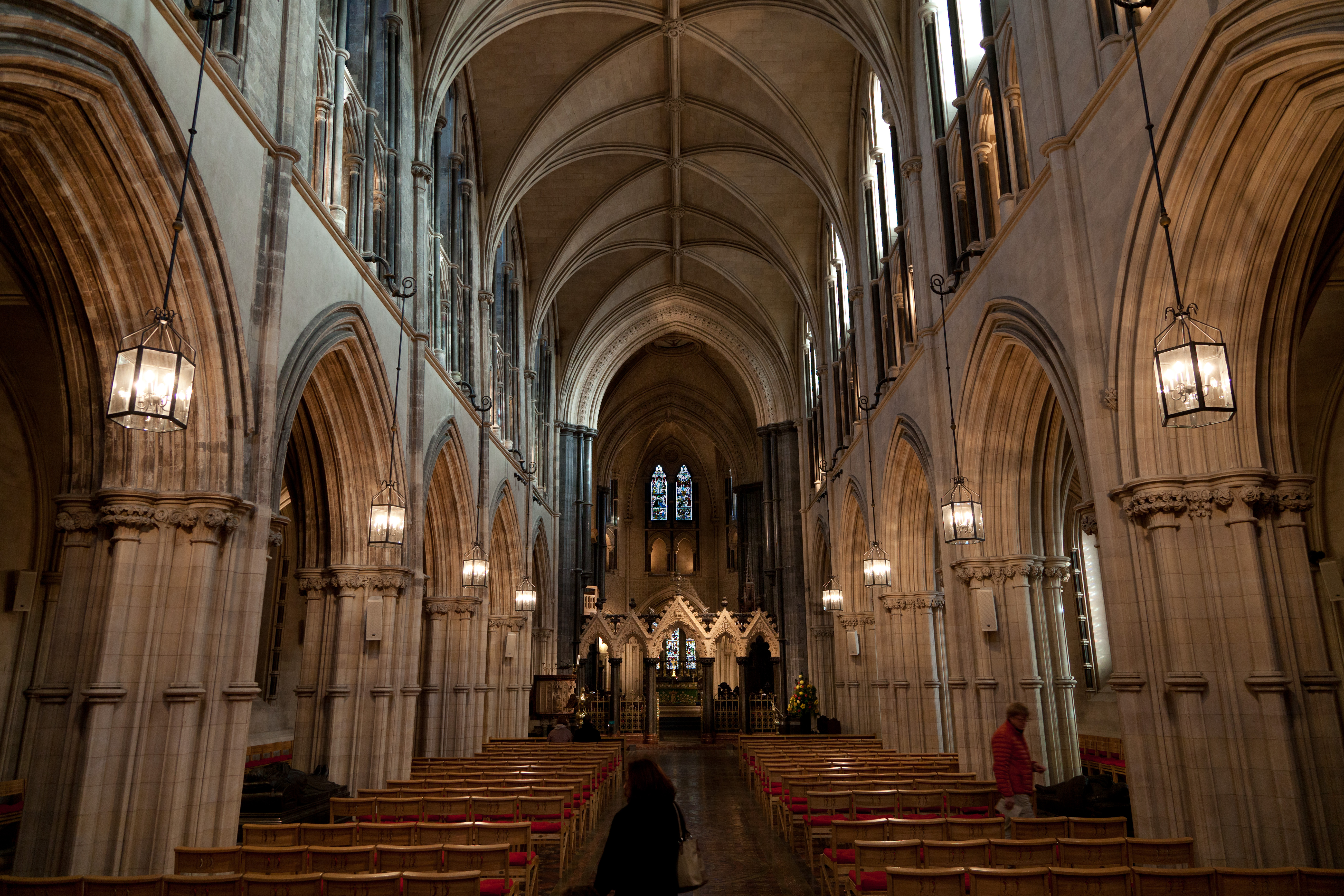
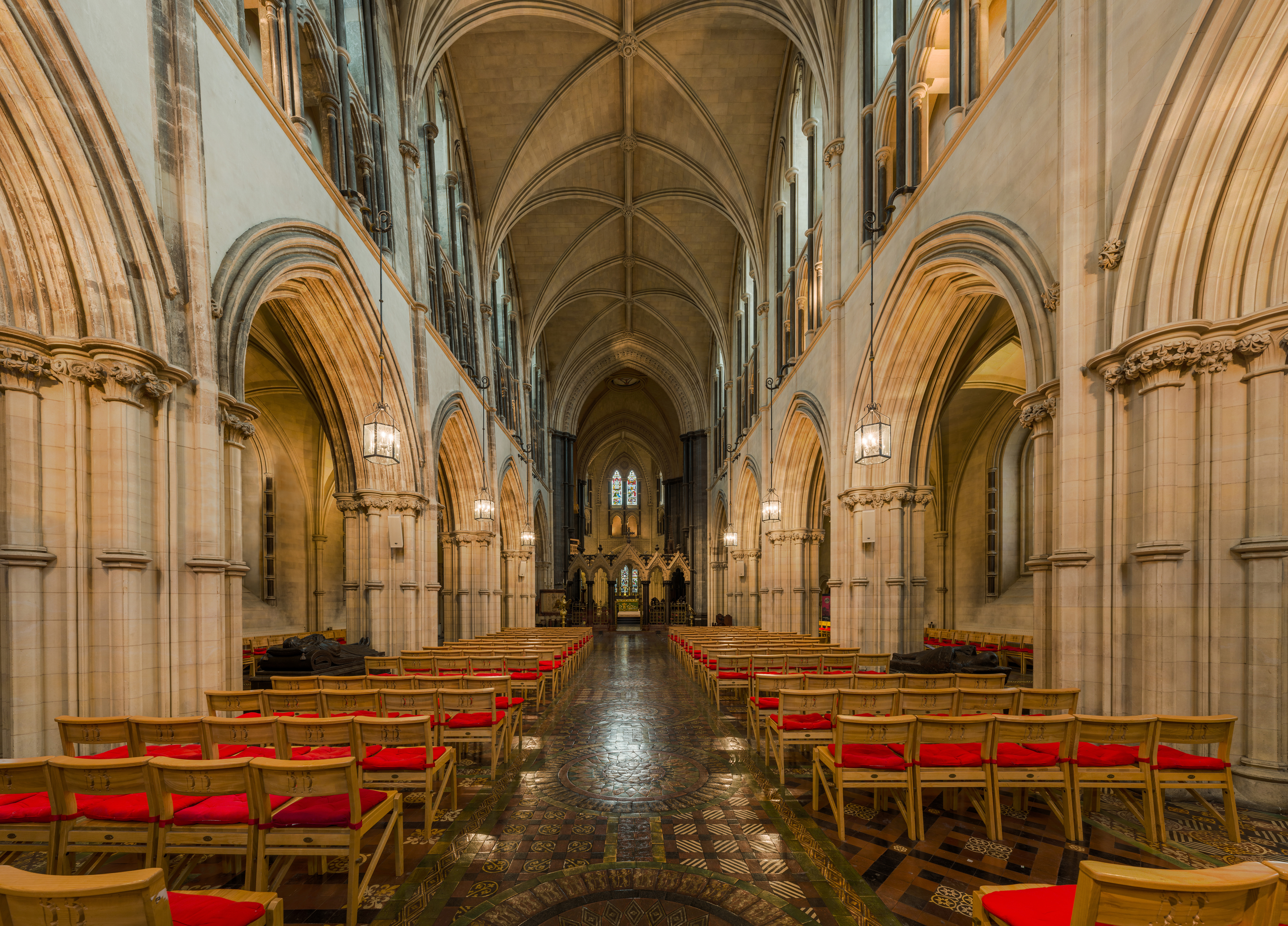
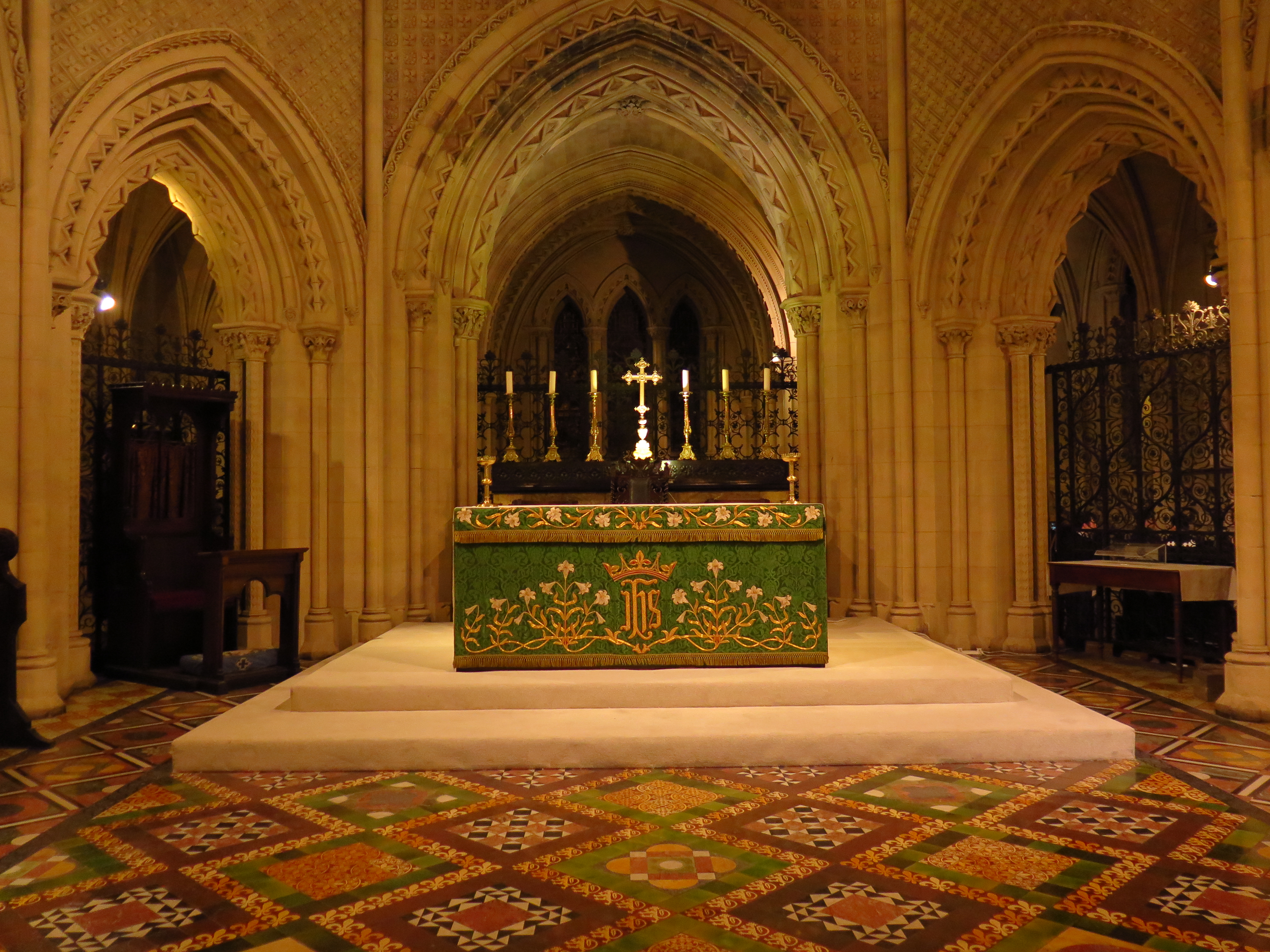